# Luigi Capuana

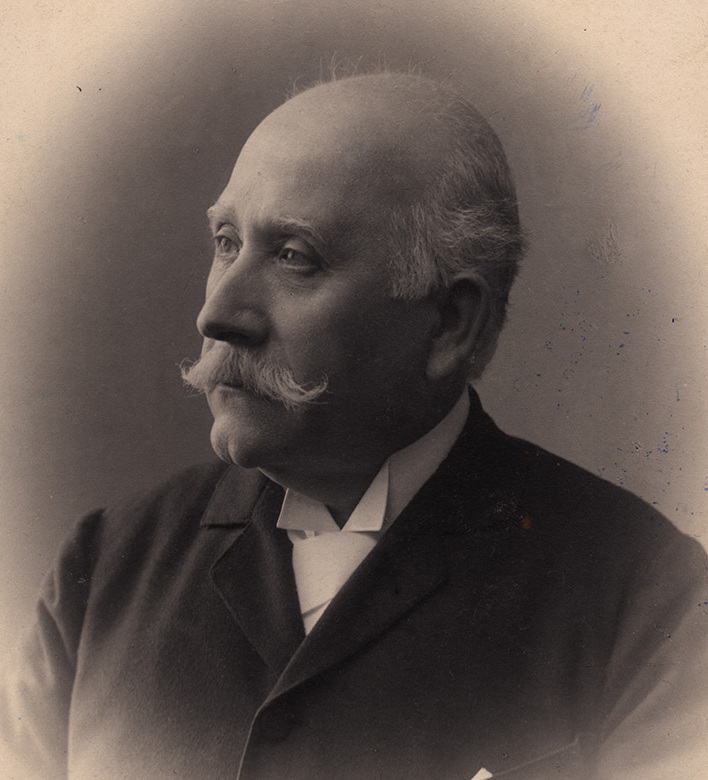
Luigi Capuana.

Luigi Capuana, född 28 maj 1839, död 29 november 1915, var en italiensk författare och kritiker.
Capuana var naturalismens teoretiker i Italien. Han främsta roman var Il marches di Roccaverdina (1901), en historia om ett brott och dess straff, som påminner om Dostojevskij. Andra viktiga arbeten är novellerna La appassionate (1893), Le paesane (1894) och Le nuove paesane (1900). Hans sagor för barn, C'era una volta, Il raccontafiabe med flera, har efterbildats av andra. Som kritiker har Capuana ansett som en av de främsta efterföljarna till Francesco de Sanctis, av hans kritiska arbeten märks främst Studii sulla letteratura contemporeanea och Gli ismi contemoranei.